# فيليكس كروس
فيليكس كروس (بالألمانية: Felix Kroos) (12 مارس 1991 في غرايفسفالد في ألمانيا – )؛ هو لاعب كرة قدم ألماني سابق، كان يلعب كلاعب وسط.

## وصلات خارجية
- فيليكس كروس على موقع قاعدة بيانات كرة القدم.إي يو (الإنجليزية)
- فيليكس كروس على موقع بيانات كرة القدم. دي إي (الألمانية)
- فيليكس كروس على موقع ليكيب (الفرنسية)
- فيليكس كروس على موقع Soccerway.com (الإنجليزية)
- فيليكس كروس على موقع عالم كرة القدم.نت (الإنجليزية)
- فيليكس كروس على موقع AS.com (الإسبانية)